# 台湾核果木
台湾核果木（学名：Drypetes formosana）为大戟科核果木属下的一个种。其种加词“formosana”意为“台湾的”。
现接受名为台湾假黄杨（Putranjiva formosana Kaneh. & Sasaki ex Shimada, 1930）。